# دریم تیتر
دریم تیَتِر (انگلیسی: Dream Theater) یک گروه پراگرسیو متال آمریکایی است که در سال ۱۹۸۵ با نام مجستی (Majesty) توسط جان پتروچی، جان میانگ و مایک پورتنوی در حالی که در کالج موسیقی برکلی در بوستون، ماساچوست تحصیل می‌کردند، تشکیل شد. آنها متعاقباً ترک تحصیل کردند تا بیشتر بر روی گروهی تمرکز کنند که در نهایت دریم تیتر خواهد شد. هر چند تعدادی تغییر در ترکیب نفرات را در پی داشت، تا ۸ سپتامبر ۲۰۱۰ وقتی که پورتنوی گروه را ترک کرد و چندین ماه بعد توسط مایک منجینی جایگزین شد، سه عضو اصلی با یکدیگر بودند. جیمز لابری از سال ۱۹۹۱ به جای چارلی دومینیچی که دو سال پیش گروه را ترک کرده بود، خواننده اصلی دریم تیتر بوده است. کوین مور، اولین نوازنده کیبورد دریم تیتر، بعد از سه آلبوم گروه را ترک کرد و در سال ۱۹۹۵ توسط درک شرینیان پس از مدتی انجام تور جایگزین شد. بعد از یک آلبوم با شرینیان، در سال ۱۹۹۹، گروه او را با نوازنده کنونی کیبورد، جردن رودس جایگزین کرد.
دریم تیتر شانزده آلبوم استودیویی منتشر کرده است. موفق‌ترین اثر آن‌ها از نظر فروش، دومین آلبوم‌شان تصاویر و واژه‌ها (۱۹۹۲) است که توانست به رتبه ۶۱ جدول بیلبورد ۲۰۰ دست یابد. آلبوم‌های بیدار (۱۹۹۴) و شش درجه آشفتگی درونی (۲۰۰۲) نیز به ترتیب در رتبه‌های ۳۲ و ۴۶ این جدول قرار گرفتند و هر یک تحسین منتقدان را برانگیختند. پنجمین آلبوم آن‌ها، کلان‌شهر بخش ۲: صحنه‌هایی از یک خاطره (۱۹۹۹)، در شماره اکتبر ۲۰۰۶ مجله Guitar World در فهرست ۱۰۰ آلبوم برتر گیتار تمام دوران، جایگاه ۹۵ را به خود اختصاص داد. همچنین این آلبوم در مارس ۲۰۰۳ توسط مجله Classic Rock به عنوان پانزدهمین آلبوم مفهومی برتر انتخاب شد.
تا سال ۲۰۱۸، دریم تیتر بیش از ۱۲ میلیون آلبوم در سراسر جهان فروخته بود و سه نامزدی جوایز گرمی (از جمله یک برد در سال ۲۰۲۲ برای ترانۀ «The Alien») داشته‌اند.این گروه، همراه با کوئینزرایک و فیتز وارنینگ، به عنوان یکی از «سه بزرگ» ژانر پراگرسیو متال شناخته شده است که به خاطر گسترش و محبوبیت‌دادن به آن اعتبار دارند.

## تاریخچه

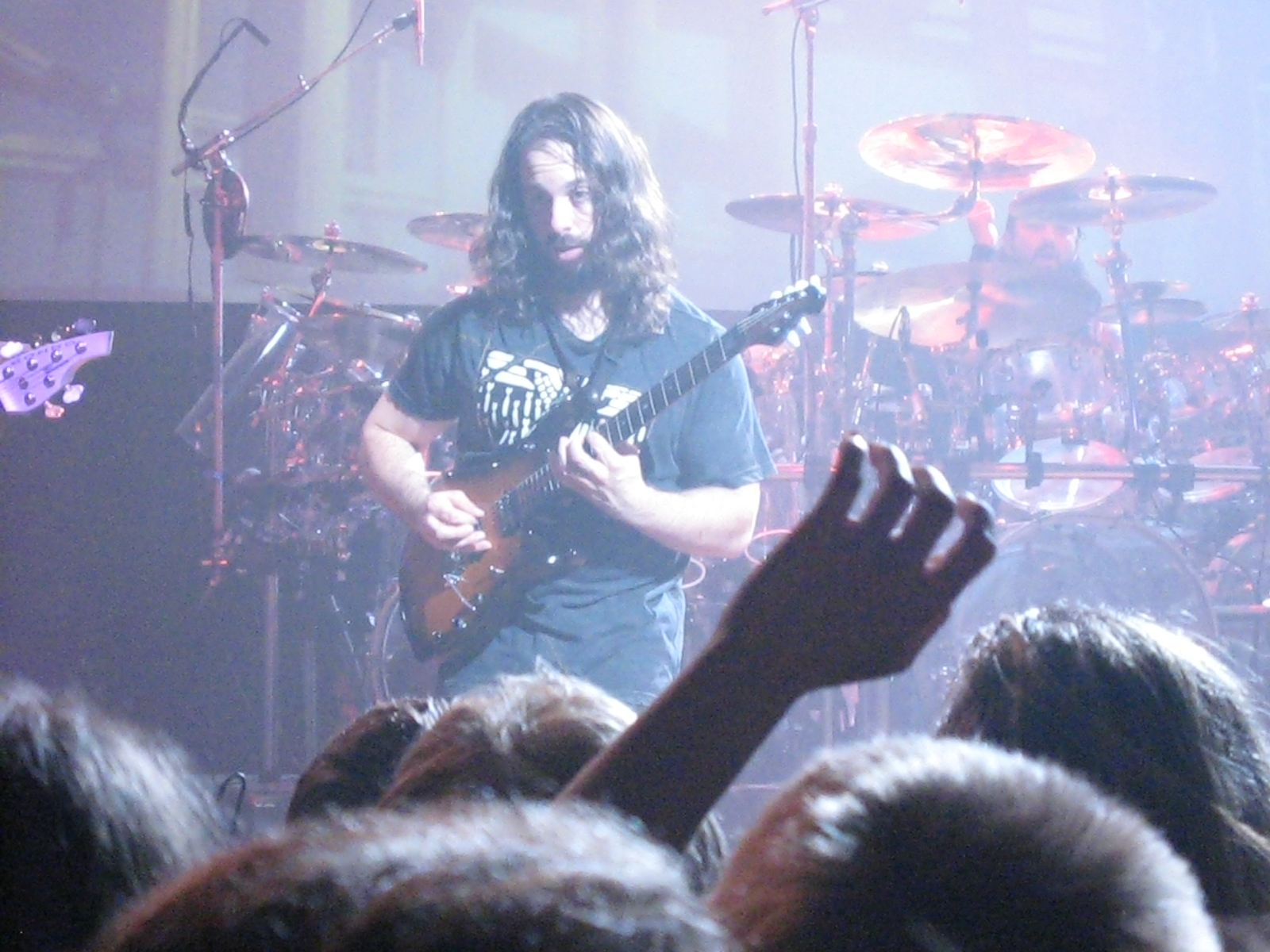
پتروچی همچنین بهمراه استیو وای و جو سَتریانی عضو پروژه مشهور جی-۳ نیز بوده است.

### تشکیل (۱۹۸۵)
دریم تیَتِر در سپتامبر ۱۹۸۵ و پس آنکه گیتاریست جان پتروچی و گیتاریست بیس جان میانگ تصمیم گرفتند در وقت آزاد خود در طول تحصیل در کالج موسیقی برکلی یک گروه موسیقی ایجاد کنند تشکیل شد. آن‌ها در طول تمرین به‌طور اتّفاقی با درامر گروه مایک پورتنوی آشنا شدند و از او خواستند تا به این گروه ملحق شود.
پتروچی، میانگ و پورتنوی نام «مَجستی» را برای گروه تازه تشکیل شده خود انتخاب کردند. سپس اعضا گروه شروع به پر کردن پست‌های خالی در گروه کردند و پتروچی از هم گروهی قدیم خود کوین مور به عنوان نوازنده کیبورد دعوت کرد و پس از موافقت مور یکی دیگر از دوستان آن‌ها به نام کریس کالینز به عنوان خواننده اصلی گروه انتخاب شد. در طول این مدت تمرکز زیاد اعضای اصلی گروه بر روی این کار آن‌ها را مجبور به ترک کالج کرد.

### اجراهای مَجستی و تولد دریم ثیتر (۱۹۸۶–۱۹۸۷)
ماه‌های ابتدایی ۱۹۸۶ مملو از اجراهای مختلف در شهر نیویورک بود. در این مدت گروه مجموعه‌ای از اجراها را ضبط کرد و در اولین فروش خود، در شش ماه هزار نسخه فروخت. در نوامبر ۱۹۸۶ پس از چند ماه ساختن و اجرای آهنگ‌های مختلف کریس کولینز به دلیل تفاوت عقاید هنریش گروه را ترک کرد. پس از یک سال تلاش برای پیدا کردن جایگزین سرانجام چارلی دومینیچی که خیلی مسن‌تر و با تجربه‌تر از بقیه اعضای گروه بود به گروه اضافه شد. ثباتی که دومینیسی برای گروه به وجود آورد باعث شد تا آن‌ها تعداد اجراهای خود را در نیویورک افزایش دهند و این سبب افزایش شهرت گروه شد. کمی بعد از ورود دومینیسی یک گروه موسیقی دیگر در لاس‌وگاس با نام مَجستی این گروه را به استفاده غیرقانونی از نام خود متهم کرد و آن‌ها را به اقدام قانونی تهدید کرد بنابراین گروه مجبور شد تا نام خود را تغییر دهد. اسامی زیادی مانند Glasser (شیشه‌بر)، Magus (ساحر)، و M۱ مطرح شد که همه آن‌ها رد شد و سرانجام پدر پورتنوی نام دریم ثیتر را پیشنهاد داد که نام یک سینما در مونتری کالیفرنیا بود.

### وقتی روز و رؤیا یکی می‌شوند (۱۹۸۹)
با ثباتی که در گروه به وجود آمده بود اعضا بیشتر بر روی نوشتن آهنگ‌های جدید و انجام اجراهای بیشتر در نیویورک و ایالت‌های اطراف متمرکز شدند. در طول زمان توجه Mechanic Records یکی از زیر شاخه‌های مرکز موسیقی ایالات متحده به این گروه جلب شد و دریم ثیتر اولین قرار داد خود را در تاریخ ۲۳ جون ۱۹۸۸ با آن‌ها منعقد کرد و کار بر روی یک آلبوم را آغاز کرد. آلبوم وقتی روز و رؤیا یکی می‌شوند در ۱۹۸۹ منتشر شد اما نتوانست به پیش‌بینی‌های گروه جامه عمل بپوشاند و Mechanic بخش بزرگی از وعده‌های مالی را که در قرارداد به گروه داده بود عملی نکرد و گروه دوباره به اجراهای خود در نیویورک محدود شد. گروه توری را برای معرفی آلبوم آغاز کرد. تور معرفی آلبوم از پنج کنسرت تشکیل شده بود. در چهارمین اجرا دومینیچی به علت تفاوت‌های شخصی و هنری با بقیهٔ اعضا از گروه اخراج شد.

## ترانه‌شناسی

### آلبوم‌های استودیویی
- وقتی روز و رؤیا یکی می‌شوند (۱۹۸۹)
- تصاویر و واژه‌ها (۱۹۹۲)
- بیدار (۱۹۹۴)
- سقوط در بی‌نهایت (۱۹۹۷)
- کلان‌شهر بخش ۲: صحنه‌هایی از یک خاطره (۱۹۹۹)
- شش درجه آشفتگی درونی (۲۰۰۲)
- رشته افکار (۲۰۰۳)
- اکتاواریوم (۲۰۰۵)
- هرج‌ومرج با قاعده (۲۰۰۷)
- ابرهای سیاه و روزنه‌های امید (۲۰۰۹)
- دگرگونی ناگهانی رویدادها (۲۰۱۱)
- دریم تیتر (۲۰۱۳)
- خارق‌العاده (۲۰۱۶)
- فاصله با گذشت زمان (۲۰۱۹)
- نمایی از بالای جهان (۲۰۲۱)
- پاراسومنیا (۲۰۲۵)

## اعضای گروه

### اعضای کنونی
- جان پتروچی – گیتار (۱۹۸۵–اکنون)، آواز زمینه (۱۹۸۹، ۱۹۹۶–اکنون)[۱۲]
- جان میانگ – بیس (۱۹۸۵–اکنون)
- مایک پورتنوی – درامز (۱۹۸۵–۲۰۱۰، ۲۰۲۳–اکنون)، آواز زمینه (۱۹۸۹، ۱۹۹۶–۲۰۱۰، ۲۰۲۳–اکنون)
- جیمز لابری – آواز اصلی (۱۹۹۱–اکنون)
- جردن رودس – کیبوردز، گهگاهی گیتار (۱۹۹۹–اکنون)

### اعضای پیشین
- کریس کالینز – آواز اصلی (۱۹۸۶)[۱۳]
- چارلی دومینیچی – آواز اصلی (۱۹۸۷–۱۹۸۹، مهمان ۲۰۰۴)
- کوین مور – کیبوردز (۱۹۸۶–۱۹۹۴)[۱۳][۱۴]
- دریک شرینیان – کیبوردز (۱۹۹۵–۱۹۹۹،[۱۵] عضو تور غیررسمی که از اکتبر ۱۹۹۴ آغاز شد،[۱۶][۱۷] مهمان ۲۰۰۴)، آواز زمینه (۱۹۹۷)
- مایک منجینی – درامز (۲۰۱۰–۲۰۲۳)[۱۸]

## پروژه‌های جانبی و منشعب
اعضای دریم تیتر هرکدام تا کنون عضو چندین پروژه جانبی بوده‌اند، که مشهورترین آنها:
- لیکوید تنشن اکسپریمنت (Liquid Tension Experiment) با شرکت مایک پورتنوی، جان پتروچی، جردن رودس، و تونی لوین
- اکسپلوررز کلاب (Explorers Club) با شرکت جیمز لابری، دریک شرینیان، بیلی شیهان، جان پتروچی، جیمز مورفی (گیتاریست گروه تستامنت) و دیگران
- او اس آی (OSI) با شرکت کوین مور و جیم ماتئوس
- کروما کی (Chroma Key) با شرکت کوین مور
- پلاتیپوس (Platypus) با شرکت جان میانگ، دریک شرینیان، راد مورگنستاین (درامر گروه وینگر)، و تای تابور (گیتاریست گروه کینگز اکس)
- ترانزآتلانتیک (Transatlantic) با شرکت مایک پورتنوی و دیگران
- اونجد سون‌فولد (Avenged Sevenfold) یا شرکت مایک پورتنوی و دیگران